# Jean Varenne
Jean Varenne (Marsiglia, 22 giugno 1926 – Parigi, 12 luglio 1997) è stato un orientalista, storico delle religioni e indologo francese, tra i più importanti studiosi delle religioni dei popoli indoeuropei.

## Biografia
Dopo aver studiato al liceo Thiers di Marsiglia, sua città natale, Varenne frequentò le università di Aix-en-Provence e di Sorbona nonché l'Ecole des Hautes Études, interessandosi sempre di storia delle religioni con particolare riguardo alla cultura orientale, perfezionandosi in sanscrito. 
Dopo aver frequentato l'École Française d'Extrême-Orient, ha continuato i suoi studi in India e in Cambogia.
Nel 1962 diviene professore dell'Università di Provenza dove ha insegnato Civiltà dell'India e Storia dei popoli indoeuropei, passando, nel 1981 all'Università di Lione.
È stato invitato numerose volte in qualità di visiting professor in diverse università del mondo, soprattutto in India, Stati Uniti e Cambogia.

## Opere
Tra le sue numerose opere ricordiamo:
- Le Tantrisme. Retz, 1977 (Trad. it. Il tantrismo. SugarCo, Milano, 1985).
- Zarathushtra et la tradition mazdéenne, Paris, Seuil, 1966 e 1977.
- Mythes et légendes, extraits des Brâhmanas, Paris, Gallimard, 1968.
- Grammaire du sanskrit, Paris, PUF, 1971 e 1978.
- Upanisads du Yoga (traduzione dal sanscrito e apparato critico), Paris, Gallimard (Connaissance de l'Orient, 39), 1971 .
- Le yoga et la tradition hindoue, Paris, Denoël, 1971.
- Célébration de la Grande Déesse (Dévî-mâhâtmya), Paris, Les Belles Lettres, 1975.
- Dictionnaire de l'hindouisme, Editions du Rocher, 2002 (con Michel Delahoutre).
- Zoroastre. Dervy, 1996 (Trad. it. Zarathustra. Storia e leggenda di un profeta. Convivio, Firenze, 1991).
- Cosmogonie védiques. 1982, Les Belles Lettres, Paris / Archè, Milano.
- Le Veda Paris, Denoël, 1967.

Inoltre è stato direttore della collana Le monde indien e degli Études Indo-Européennes per l'editore parigino Les Belles Lettres.